# CBJ-MS
CBJ-MSは、スウェーデンのカール・ベルティル・ヨハンソンと、彼が設立した武器開発企業であるCBJテックABによって発案・設計された短機関銃またはPDWである。    
MSはモジュラーシステム(Modular System)の略称。

## 開発
CBJ MSは、2000年8月に初めて展示され、特に、個人防衛兵器、アサルトライフル、および独自のバイポッドと100連ドラムマガジンにより様々な役割を果たすことを目的として開発された珍しい銃器である。

## 設計
本銃は、外装が緑色に塗装されたスチールプレス製で、光学機器を取り付けるための上部に取り付けられたピカティニーレール、途中まで引くと半自動射撃・いっぱいに引き切ると全自動射撃を使い分けることができるプログレッシブトリガー、伸縮するワイヤストック、グリップセーフティ、ネジ付きバレル、およびスペアマガジンを保持携行するために使用できるフォアグリップを備えている。

## 特徴
使用弾薬は6.5mm×25 CBJで、普通弾と徹甲弾が用意されている。徹甲弾の弾丸は外径4mm・質量31グレインのタングステン製弾芯を軽量なポリマーの装弾筒（サボ）で覆ったものである。高硬度・小径の弾丸を非常に高い初速で飛ばすために貫通力が高く、NATO規格のボディアーマーであれば厚さ230mmまで、また圧延防弾板なら射距離50メートル以内で厚さ7mmまで貫通出来る性能を持ち合わせている。
さらに、6.5mm×25 CBJで使用される弾体は、同口径の従来弾の薬莢にも装填して使用可能である。また、6.5mm×25 CBJ自体も本銃以外による使用も考慮されており、9mmパラベラム弾仕様の銃なら、銃身とリターンスプリングを交換するだけで6.5mm×25仕様に換装できる。
|          | 9mm機関けん銃   | PP-2000         | CBJ-MS          | M10                            | ミニ UZI        | TMP                      |
| -------- | --------------- | --------------- | --------------- | ------------------------------ | --------------- | ------------------------ |
| 画像     |                 |                 |                 |                                |                 |                          |
| 使用弾薬 | 9mmパラベラム弾 | 9mmパラベラム弾 | 9mmパラベラム弾 | 9mmパラベラム弾 .45ACP弾       | 9mmパラベラム弾 | 9mmパラベラム弾 .45ACP弾 |
| 装弾数   | 25発            | 20/44発         | 20・30発・100発 | 32発（9mm）・30発・40発（.45） | 20発            | 15・30発                 |
| 銃身長   | 120 mm          | 182 mm          | 200 mm          | 146 mm                         | 197 mm          | 130 mm                   |
| 全長     | 339 mm          | 340 mm/555 mm   | 363 mm/565 mm   | 296 mm/548 mm                  | 360 mm/600 mm   | 282 mm                   |
| 重量     | 2.8 kg          | 1.5 kg          | 2.8 kg          | 2.85 kg                        | 2.7 kg          | 1.3 kg                   |
| 発射速度 | 1,185発/分      | 600–800発/分    | 700発/分        | 1,090発/分                     | 950発/分        | 850–900発/分             |

## 登場作品

### ゲーム
『コールオブデューティー：ゴースト』
サブマシンガンとしてCBJ-MSの名称で登場。

『ドールズフロントライン』
サブマシンガンの戦術人形の所持武器としてC-MSの名称で登場。

『バトルフィールド４』
PDW/SMGとしてCBJ-MSの名称で登場。

## 参照
- Saab Bofors Dynamics CBJ MS個人防衛兵器（スウェーデン）、サブマシンガン